# Linköpings sockerbruk
Linköpings sockerbruk var ett sockerbruk i Linköping, grundat år 1905. År 1914 slogs det samman med "Lidköpings sockerfabriks aktiebolag" till "Mellersta Sveriges sockerfabriksaktiebolag". Detta företag uppgick år 1936 i Svenska Sockerfabriks AB. Sockerbruket gjorde sin sista betkampanj året 1954/1955.

## Historia
Vid ett konstituerande sammanträde den 9 februari 1905 hade ett 30-tal personer infunnit sig. Vid detta möte upprättades ett kontrakt med Axel Synnergren som förpliktade sig att senast den 1 november 1905 för en summa av 1 790 000 kronor överlämna en fullt arbetsfärdig fabrik som kunde avverka minst 500 ton betor per dygn. Den 4 mars 1905 antogs bolagsordningen för Östergötlands Sockerfabriks aktiebolag. De båda grosshandlarna Axel Fredrik Karlsson och Johan August Samuelson var de drivande krafterna bakom tillkomsten av sockerbruket. Vid den första betkampanjen avverkades 13 805 ton sockerbetor, med 359 ton betor per dygn. Åren 1912–1914 hade sockerbruket byggts om för ökad kapacitet, bland annat hade bruket fått två diffusionsbatterier. År 1914 var betavverkningen 804 ton per dygn. Antalet arbetare under kampanjen var 225. År 1928 elektrifierades sockerbruket. Elenergin kom från två 600 hästkrafters stalturbiner som fick överhettad ånga av 18 atm. tryck från en ny ångpanna. Vid betkampanjen år 1944/1945 avverkades 43 183 ton sockerbetor. Antalet anställda arbetare var 236 under kampanjen (37 dygn), 122 under efterkampanjen (5 dygn) och 63 under mellankampanjen. För produktionen användes 1 624 ton kalksten från Bungenäs, 146 ton koks och 2 546 ton stenkol.

### Lantbruk
Sockerbruket drev några lantbruk: Brestad, Gnestad, Tornby, Ullevid och Åhs. Dessa hade inköpts för 763 500 kr. År 1908/1909 brukades vid dessa cirka 2 000 tunnland åker; av dessa odlades betor på 352 tunnland.